# ワシントン・コロンビア特別区の旗
コロンビア特別区の旗（コロンビアとくべつくのはた）は、アメリカ合衆国コロンビア特別区の旗。1938年10月15日に採用された。ワシントン家の紋章に由来する。

ワシントン家の紋章